# 八角 (企業)
株式会社八角（はっかく、英: Hakkaku Co., Ltd.）は、日本の飲食店経営会社。
本社は兵庫県加古川市加古川町。らーめん八角や昭和お好み焼き劇場 うまいもん横丁などを運営している。

## 概要
1972年から姫路市を中心に喫茶店や居酒屋を展開。2000年4月にらーめん八角播磨本店をオープンすると、同年12月に有限会社八角を設立。2010年12月に株式会社八角へ移行。現在も播磨地域で多数のブランドを展開している。

## 沿革
- 1972年5月 - 姫路市辻井に「喫茶カサノバ」をオープン。
- 1986年11月 - 姫路市四郷町に「居酒屋へのへのもへの」をオープン。
- 2000年
  - 4月 - 加古郡播磨町に「らーめん八角播磨本店」をオープン。
  - 12月 - 「有限会社八角」を設立。
- 2002年10月 -「居酒屋へのへのもへの」を「お好み焼鉄板焼居酒屋おいしんぼ」に業態変更。
- 2003年10月 -「おいしんぼ御着店」を「うまいもん横丁姫路東店」に名称変更。
- 2005年4月 - 初の食堂業態「銀シャリぱっぱ屋」をオープン。
- 2007年3月 -「うまいもん横丁高砂店」をオープン。この店舗より冠が『お好み焼鉄板焼居酒屋』から『昭和お好み焼劇場』に変更。
- 2008年6月 - 新業態「たこの壺」をオープン。
- 2010年12月 - 有限会社八角から株式会社八角に移行。
- 2011年2月 -「らーめん八角」「うまいもん横丁」を商標登録。
- 2013年8月 - 系列会社の「株式会社エルエイト」を吸収統合。
- 2020年9月 - 新業態「播州つけ麺八角」をオープン。
- 2021年
  - 2月 - 新業態「たこ壺横丁」をオープン。
  - 8月 - 新業態「うま横カレー/お好み焼家族」をオープン。
  - 10月 - 新業態「中華そば 八角」をオープン。

## ブランド
- らーめん八角
- 昭和お好み焼き劇場 うまいもん横丁
- ぱっぱ屋
- たこの壺
- 中華そば 八角
- 昭和お好み焼き劇場 お好み焼き家族